# 山谷 (作家)
山谷（1943年—），原名谷传发，出生于江苏南京，中国当代作家，中国作家协会会员，小说家、报告文学家、散文家。毕业于南京大学中文系。

## 简介
1943年，山谷出生于江苏南京。
1978年，高考恢复以后，山谷开始向文学界发表自己的作品。
1989年，山谷在南京大学中文系毕业，曾出任《雨花》副主编。
1993年，山谷加入了中国作家协会。

## 作品

### 小说
- 《回门》

### 报告文学
- 《丹青引》
- 《天堂不是梦》
- 《君到姑苏见》

### 散文
- 《沉浸孝陵》
- 《江南画舫》
- 《却嫌脂粉污颜色》
- 《满身苍翠惊高风》

### 散文诗
- 《江南风采》

### 随笔
- 《陶瓷谈丛》
- 《遥望姑苏江》
- 《走遍中国南京》
- 《中国紫砂大师》
- 《宜兴紫砂珍品》
- 《艺术大师之路：傅艳石》

## 奖项
《历经艰难乐事多》荣获首届江苏文学奖报告文学奖。
《昆山之路》荣获全国报告文学奖。
《漆黑的羽毛》荣获全国短篇小说奖。
1989年，荣获第二届庄重文文学奖。